# A.C. Milan w sezonie 1977/1978

Klubowe barwy Milanu

Osiągnięcia i skład piłkarskiego zespołu A.C. Milan w sezonie 1977/78.

## Osiągnięcia
- Serie A: 4. miejsce
- Puchar Włoch: odpadnięcie w grupie półfinałowej
- Puchar Zdobywców Pucharów: odpadnięcie w 1/16 finału

## Podstawowe dane
- Oficjalna nazwa klubu: Associazione Calcio Milan
- Siedziba klubu: Via F. Turati 3
- Boisko: San Siro
- Prezes klubu:  Felice Colombo
- Trener zespołu:  Nils Liedholm
- Kapitan drużyny:  Gianni Rivera

## Skład zespołu
Bramkarze:
| Włochy | Enrico Albertosi  |
| Włochy | Antonio Rigamonti |

Obrońcy:
| Włochy | Franco Baresi     |
| Włochy | Aldo Bet          |
| Włochy | Simone Boldini    |
| Włochy | Fulvio Collovati  |
| Włochy | Aldo Maldera      |
| Włochy | Giorgio Morini    |
| Włochy | Giuseppe Sabadini |
| Włochy | Maurizio Turone   |

Pomocnicy:
| Włochy | Ruden Buriani     |
| Włochy | Fabio Capello     |
| Włochy | Gabriello Carotti |
| Włochy | Gianni Rivera     |

Napastnicy:
| Włochy | Roberto Antonelli |
| Włochy | Alberto Bigon     |
| Włochy | Egidio Calloni    |
| Włochy | Luciano Gaudino   |
| Włochy | Ugo Tosetto       |